# Maryla Feder

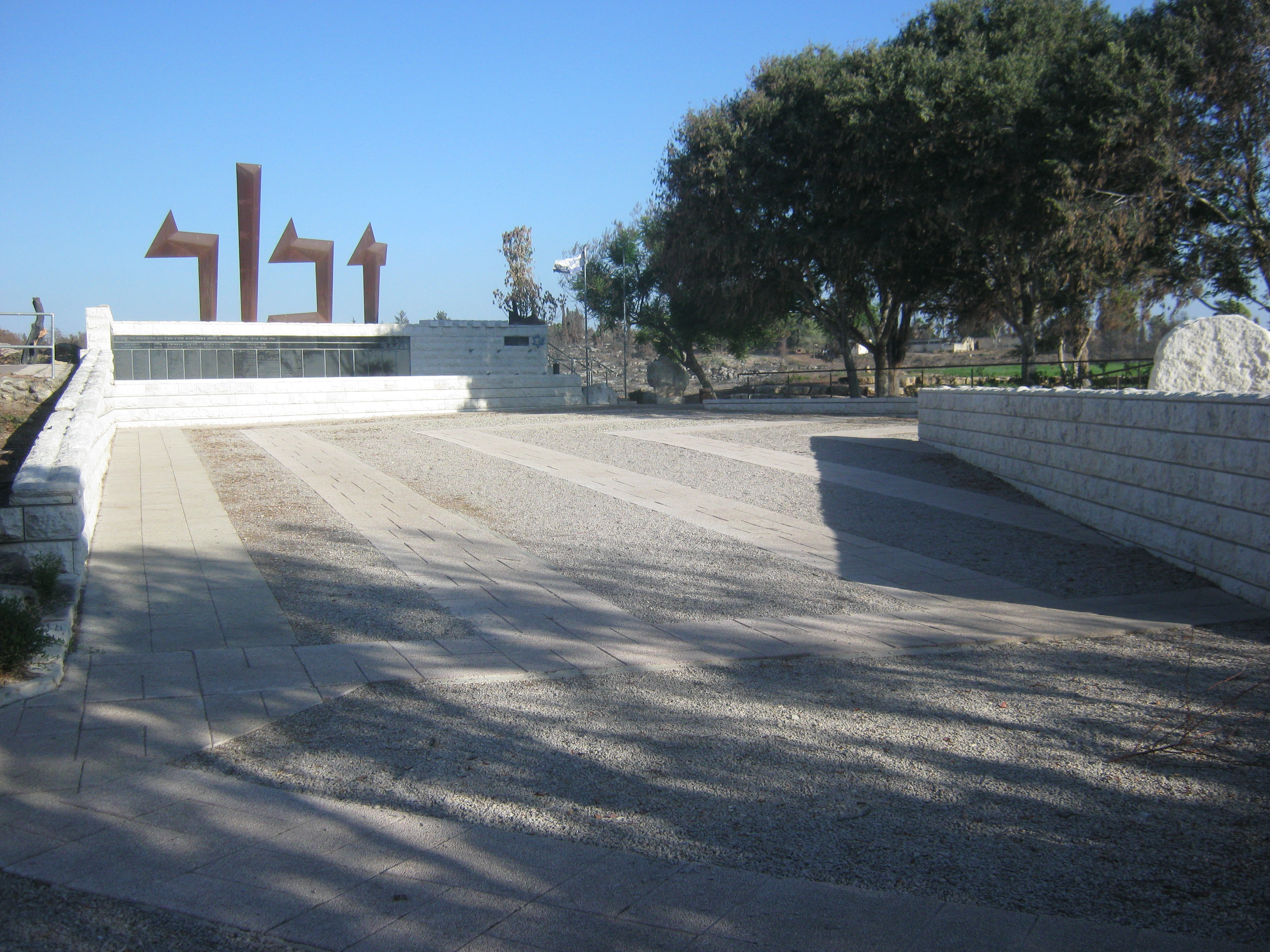
Monument to the Martyrs of Zaglebie (Izrael)

Maryla Feder (hebr. מרילה פדר) – izraelska rzeźbiarka pochodzenia polskiego.

## Życiorys
Urodziła się jako Maryla Majrowicz, w 1946 w Łodzi poznała Naftalego Federa, który został jej mężem. W 1947 wyjechali do Lindenfels w Niemczech, a w 1949 zamieszkali na stałe w Izraelu. Początkowo mieszkali w Neszer, a następnie w Beer Szewie. W 1963 Maryla Feder wyjechała z mężem na misję syjonistyczną do Brazylii, gdzie przez dwa lata studiowała rzeźbę ceramiczną w pracowni Ruth Ligir w Instytucie Sztuki w São Paulo. Współpracowała z Dov Hofem, w 1982 wspólnie stworzyli pomnik upamiętniający Holokaust w Hillcrest, w Stanach Zjednoczonych. Dwa lata później powstała ich instalacja Wall Relief w Community Center w Flushing (Queens), w 1988 zainicjowali powstanie i stworzyli projekt Pomnika Martyrologii Żydów w Zagłębiu (Monument to the Martyrs of Zaglebie), który powstał w lesie Ben Shemen koło Modi’in-Makkabbim-Re’ut.